# Innocenzo Ferrieri

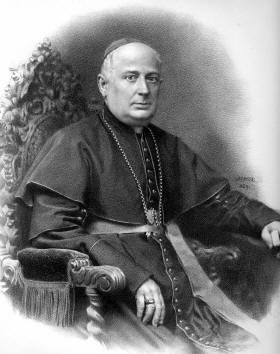
Innocenzo Kardinal Ferrieri

Kardinalswappen

Innocenzo Ferrieri (* 14. September 1810 in Fano; † 13. Januar 1887 in Rom) war ein italienischer päpstlicher Diplomat und Kardinal der Römischen Kirche.

## Leben
Er studierte in Macerata und Rom, wo er im August 1833 den Doktorgrad der Theologie erlangte, und im Juni 1837 zum Doctor iuris utriusque promoviert wurde. Die Priesterweihe empfing er am 20. September 1834 in Rom, danach wurde er Auditor der Nuntiatur in Neapel.
Papst Pius IX. ernannte ihn am 4. Oktober 1847 zum Titularerzbischof von Side. Die Bischofsweihe spendete ihm am 10. Oktober desselben Jahres der Papst persönlich; Mitkonsekratoren waren Giovanni Giuseppe Canali, Lateinischer Titularpatriarch von Konstantinopel, und Giovanni Niccolò Tanari, Lateinischer Titularpatriarch von Antiochien. Am 23. November 1847 wurde er Päpstlicher Thronassistent. Von Dezember 1847 bis August 1848 war er Apostolischer Visitator aller Diözesen, Missionen und Vikariate unter osmanischer Herrschaft, sowie der Inseln im Mittelmeer. Anschließend war er von 1848 bis 1850 Nuntius in Belgien und von 1850 bis 1856 Nuntius im Königreich beider Sizilien, er blieb noch bis 1858 in Neapel. Am 15. Juli 1856 wurde er zum Nuntius in Portugal ernannt, er erreichte Portugal am 3. Oktober 1858 und überreichte sein Beglaubigungsschreiben am 6. Dezember desselben Jahres.
Im Konsistorium vom 13. März 1868 kreierte Papst Pius IX. ihn zum Kardinalpriester und wies ihm am 24. September desselben Jahres die Titelkirche Santa Cecilia zu. Kardinal Ferrieri war von 1869 bis 1870 Teilnehmer am Ersten Vatikanischen Konzil. Am 31. März 1875 wurde er Präfekt der Kongregation für die Ablässe und Reliquien, ab dem 6. Juli 1876 war er Pro-Präfekt der Kongregation für die Bischöfe und Regularen (Religiosenkongregation) und vom 12. März 1877 bis zum 28. Februar 1879 Kämmerer des Heiligen Kardinalskollegiums. Er nahm am Konklave 1878 teil, das Papst Leo XIII. wählte. Von 1878 bis zu seinem Tod 1887 war er Präfekt der Religiosenkongregation.
Innocenzo Ferrieri starb am 13. Januar 1887 um 21.05 Uhr in Rom. Das Requiem fand am 16. Januar in der Basilika Santi XII Apostoli statt, anschließend wurden die sterblichen Überreste des Kardinals auf dem römischen Friedhof Campo Verano beigesetzt.